# École nationale des chartes
École nationale des chartes – elitarna francuska szkoła wyższa. Jedna z tzw. wielkich szkół (Grandes écoles). Prowadzi specjalistyczne studia w zakresie nauk pomocniczych historii, paleografii i archiwistyki.